# Gertruda Bablinska
Gertruda Bablinska (polnisch Gertruda Babilińska; * 1902 in Preußisch Stargard; † 1995 in Israel) war ein polnisches Kindermädchen, das dem verwaisten jüdischen Jungen Michał Stołowicki das Leben rettete. 1963 wurde Gertruda Bablinska als Gerechte unter den Völkern ausgezeichnet.

## Leben

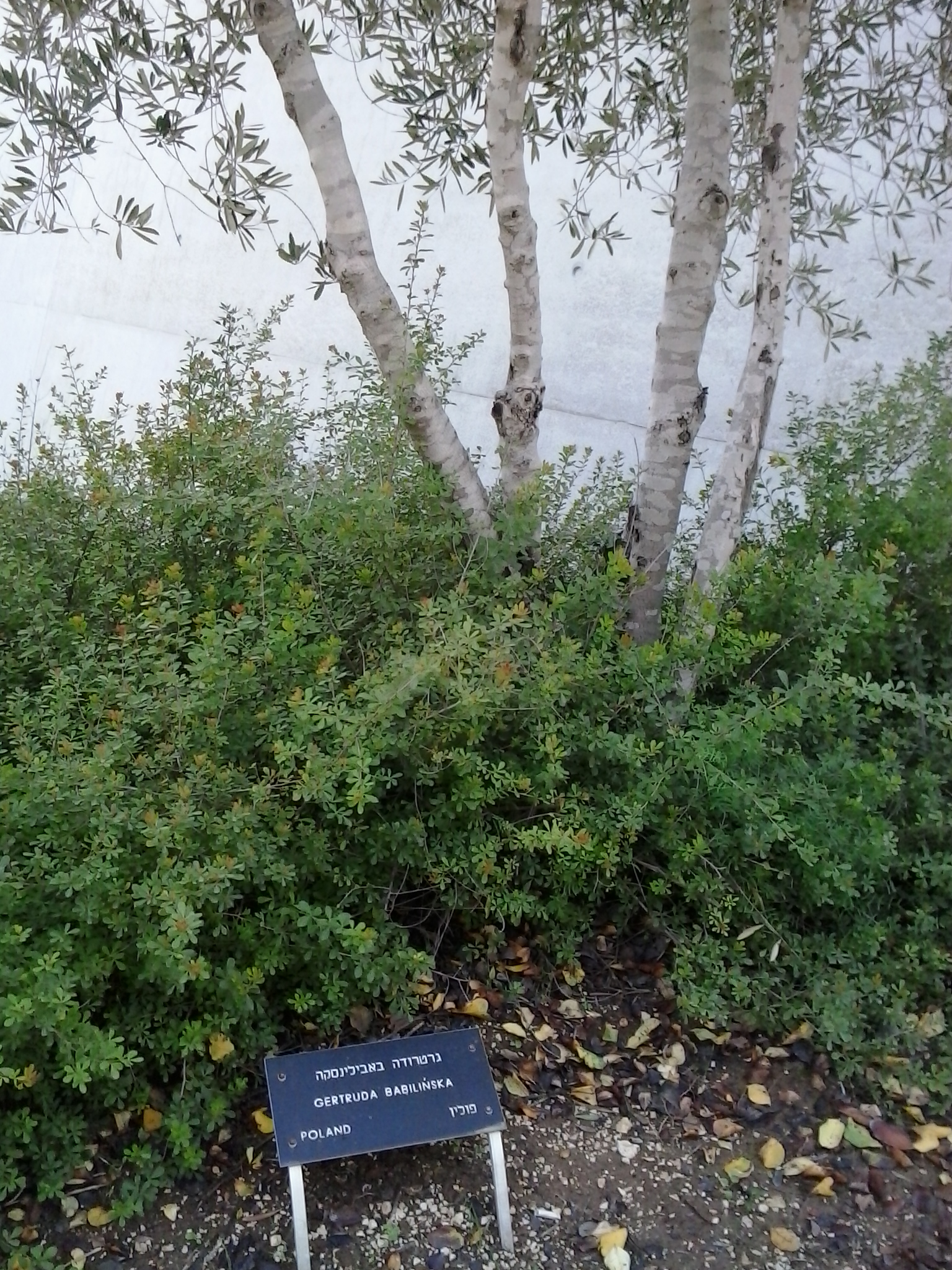
Baum auf den Namen von Gertruda Babilińska im Garten der Gerechten unter den Völkern, Yad Vashem

Gertruda Bablinska war das älteste von acht Kindern einer katholischen Familie, ihr Vater arbeitete bei der Post. Als Neunzehnjährige ging sie nach Warschau und arbeitete als Kindermädchen für eine jüdische Familie, deren Überlebende nach Kriegsende nach Palästina auswanderten und ihr mitzukommen anboten. Sie entschied sich zunächst dafür, in Polen zu bleiben, und gelangte 1948 nach Israel.

### Warschau
Sie arbeitete weiterhin in Warschau als Kindermädchen, nun für die Familie von Jacob Stołowicki. Er war der einzige Sohn von Moshe Stołowicki, der durch den Handel mit Stahl, den er an die russische Eisenbahn lieferte, zu einem beträchtlichen Vermögen gekommen war.
Gertruda Bablinska beaufsichtigte die erstgeborene Tochter von Jacob Stołowicki und dessen Frau Lidia. Das Mädchen starb früh, Gertruda Bablinska betreute fortan Lidia Stołowicka, die unter dem Tod ihres Kindes litt und kränkelte. Der Sohn Michał Stołowicki wurde 1936 geboren; Gertruda Bablinska übernahm seine Erziehung. Als 1939 mit dem Überfall auf Polen der Zweite Weltkrieg begann, hielt sich Jacob Stołowicki aus geschäftlichen Gründen in Paris auf. Er konnte nicht nach Polen zurückkehren und wurde später im KZ Auschwitz ermordet.

### Wilna
Lidia Stołowicka und Gertruda Bablinska hofften, mit Michał in Wilna Zuflucht zu finden und machten sich mit Emil, dem Chauffeur der Familie, auf den Weg. Emil raubte sie unterwegs aus und warf sie aus dem Fahrzeug. Ihr Ziel erreichten sie schließlich mit einem Pferdefuhrwerk. In Wilna sorgte Gertruda Bablinska, die Deutsch sprach, mit Übersetzungen für das Lebensnotwendigste. Lidia Stołowicka litt unter Depressionen, 1941 erlitt sie einen Schlaganfall. Sie gab Gertruda Bablinska ihren Ehering, bat sie, ihren Sohn als Juden zu erziehen und ihn nach Palästina zu bringen, wo sie entfernte Verwandte hatte. Lidia Stołowicka starb im April 1941 und wurde in Wilna auf dem Jüdischen Friedhof beigesetzt. Gertruda Bablinska erzog Michał Stołowicki wie einen eigenen Sohn. Er fragte sie, ob er sie mit Mutter anreden solle. Sie wollte jedoch, dass er die Erinnerung an seine leibliche Mutter nicht verlieren sollte. Michał Stołowicki nannte sie fortan „Mamusia“ (dt. Mutti).
Nachdem Wilna von deutschen Truppen besetzt worden war, die im September 1941 das Ghetto Vilnius einrichteten, beschloss Gertruda Bablinska, mit Michał Stołowicki in ihrer kleinen Wohnung zu bleiben. Sie beschaffte gefälschte Papiere und eine Taufbescheinigung für das Kind und ließ es als ihren Neffen registrieren. Daneben half sie mit ihren Deutschkenntnissen anderen Flüchtlingen.
Im Jahr 1944 wurden Gertruda Bablinska, die großgewachsen und blond war, und der damals sieben Jahre alte Michał Stołowicki auf der Straße von deutschen Soldaten angehalten. Zwei von ihnen griffen den Jungen und wollten ihm die Hose herunterziehen, um zu prüfen, ob er beschnitten sei. Gertruda Bablinska sagte auf Deutsch: „Was machen Sie? Mein Sohn ist kein Jude!“ Der SS-Offizier Karl Rink griff ein und sagte: „Lasst ihn in Ruhe, er ist kein Jude.“ Später erfuhren Gertruda Bablinska und Michał Stołowicki, dass Rink mit einer Jüdin verheiratet gewesen war, die ermordet wurde, und dass seine Tochter Helga-Elisheva nach Palästina geschmuggelt worden war und er auch weiteren Juden geholfen hatte.

### Rückkehr nach Polen
Nach dem Ende des Zweiten Weltkriegs kehrte Gertruda Bablinska mit Michał Stołowicki nach Polen zurück. Sie lebten bei Bablinskas Familie in Starogard. Um Lidia Stołowickas Wunsch zu erfüllen, wollte sie Michał nach Palästina bringen, wovon ihre Familie sie abzuhalten versuchte. Sie schlossen sich jüdischen Flüchtlingen an und lebten zeitweilig in einem Lager für Displaced Persons. Mitglieder der Hagana sicherten Bablinska zu, das Kind nach Palästina zu bringen und sich um es zu kümmern. Sie bestand dennoch darauf, bei ihm zu bleiben.

### Israel
Gertruda Bablinska und Michał Stołowicki gingen 1947 in Frankreich an Bord der Exodus, Bablinska war dabei der einzige nichtjüdische Passagier. Nachdem das Schiff vor Palästina von der britischen Seeblockade aufgebracht wurde, wurden Bablinska und Stołowicki im Rahmen der Operation Oasis nach Deutschland zurückgebracht und erneut in einem Lager für Displaced Persons untergebracht. 
Im Jahr 1948 erreichten sie schließlich Israel. Sie lebten in Jaffa, wo Bablinska als Putzfrau arbeitete und für die Erziehung und Schulbildung Michał Stołowickis sorgte. Er zog später nach New York, schrieb seinen Namen in den USA Michael Stolowitzky, heiratete zweimal und bekam einen Sohn. Gertruda Bablinska blieb in Israel. Am 4. Juni 1963 wurde sie als Gerechte unter den Völkern ausgezeichnet. Michael Stolowitzky flog nach Möglichkeit jeden Monat nach Israel, um sie zu besuchen. Ihre letzten Lebensjahre verbrachte sie in Naharija in Beit Luckner, einem Heim für Gerechte unter den Völkern. Michael Stolowitzky war bei ihr, als sie 1995 starb. Aufgrund einer Verwechslung wurde Gertruda Bablinska sowohl jüdisch als auch katholisch bestattet.

## Nachwirkung
Barbra Streisand produzierte über sie den Fernsehfilm Rescuers – Die Geschichte der Helden (1997, auch Rescuers: Stories of Courage: Two Women) unter der Regie von Peter Bogdanovich, in dem Elizabeth Perkins die Rolle von Gertruda Bablinska übernahm.
Ram Oren verfasste im Jahre 2007 das Buch Für dich habe ich es gewagt über das Leben von Gertruda Bablinska sowie ihren Pflegesohn Michał Stołowicki.